# Madonna mit Kind (Zehntgasse 9a, Sulzfeld am Main)
Die Madonna mit Kind in der Zehntgasse 9a gehört zu den ältesten Hausfiguren in der unterfränkischen Gemeinde Sulzfeld am Main. Es handelt sich um ein Duplikat, das Original befindet sich in der Pfarrkirche St. Sebastian. 

## Geschichte
Die Madonna mit dem Kind ist eine der ältesten erhaltenen Hausfiguren im unterfränkischen Dorf Sulzfeld am Main. Sie entstammt der Gotik, allerdings ist die Zuschreibung zu einem bestimmten Jahrhundert umstritten. Während das Bayerische Landesamt für Denkmalpflege die Figur in die zweite Hälfte des 15. Jahrhunderts datiert, geht der Kunsthistoriker Christian Hecht davon aus, dass die Madonna in der ersten Hälfte des 16. Jahrhunderts geschaffen wurde. Auch wurde die Skulptur als Teil der Arbeiten der Riemenschneiderschule ausgemacht.
Die Figur geht wohl auf die Dotation von privaten Stiftern zurück. Jahrhundertelang war sie an einem Haus im Altort von Sulzfeld aufgestellt. Um sie vor den Witterungseinflüssen zu schützen, entschieden sich die Hauseigentümer im 20. Jahrhundert dafür, die Figur der katholischen Kirchengemeinde zu überlassen. Die Figur ist heute unter dem Chorbogen der Sebastianskirche in Sulzfeld aufgestellt. Im Jahr 1962 erhielten die Hauseigentümer als Entschädigung ein Duplikat des Originals, das heute die Hauswand in der Zehntgasse ziert. Das Duplikat wird vom Landesamt für Denkmalpflege als Baudenkmal eingeordnet, als Teil der Kirchenausstattung ist das Original ebenfalls geschützt.

## Beschreibung
Die gotische Figur zeigt Maria als Himmelskönigin. Als Attribute für ihre königliche Abstammung wurde sie mit einer offenen Krone und einem Szepter dargestellt. Die Holzfigur ist farbig gefasst. Umfangen wurde der Körper mit einem goldenen Mantel, der im Inneren blaue Farbe aufweist. Das Kleid Mariens wurde in Rottöne gehalten. Zwischen Kleid und Krone vermittelt ein weißer Schleier. Auf dem Arm der Figur erhebt sich das unbekleidete Jesuskind, das einen goldenen Reichsapfel in der Linken hält. Unterhalb der Figur erkennt man eine Mondsichel, auf die Maria zu treten scheint.